# Михеев, Олег Леонидович
Олег Леони́дович Михе́ев (род. 1 ноября 1967, Волгоград, РСФСР, СССР) — российский предприниматель и политический деятель, депутат Государственной думы V и VI созывов, первый заместитель председателя думского комитета по энергетике. Член Президиума Центрального Совета партии «Справедливая Россия», руководитель Волгоградского регионального отделения партии.
Получил известность в результате ряда скандальных ситуаций, связанных с возбуждением против него нескольких уголовных дел по подозрению в мошенничестве и давлении на суд, судебными тяжбами с банками, публичном появлении в одежде с нацистской символикой и лишением депутатской неприкосновенности. С 16 февраля 2017 года находится в федеральном розыске.

## Биография
Родился 1 ноября 1967 года в Волгограде. Учился в средней образовательной школе № 133 Кировского района г. Волгограда, возглавлял школьные пионерскую и комсомольскую организации. Трудовую деятельность начал 1985 году слесарем-механиком на «Волгограднефтемаше». В том же году был призван в армию, служил в артиллерийских войсках. После армии в 1988 году работал котельщиком второго разряда на заводе нефтяного машиностроения имени Петрова. В 1992 году окончил МГТУ имени Баумана по специальности «Материалы и технологические процессы» с квалификацией «инженер-разработчик» (по другим данным институт не окончил).

### Предпринимательская деятельность
В 1992 году начал заниматься бизнесом — открыл магазин по продаже сантехники и стройматериалов, который с годами вырос в сеть магазинов. В 1993—1995 годах проходил стажировку в США и Японии по программам управления бизнесом. В 1996—2007 годах последовательно возглавлял ряд волгоградских компаний: ООО «Дилмаш-Прим», ООО «Строймаркет-Диамант», ООО «Мелон», ООО «Холком», ООО «РаПорт», Группа компаний «Диамант»; ООО «РУС-Югстрой», ЗАО СК «Волгоградстрой», ООО «Диамант Девелопмент Групп Инвест».
В 1999 году окончил юридический факультет Волгоградского государственного университета. В 2001 году — факультет «Бухучёт и аудит», в 2008 году — факультет «Финансы и кредит» Всероссийского заочного финансово-экономического института. В 1999—2002 годах прошёл обучение в Международном институте менеджмента в Великобритании. В 2002 году защитил кандидатскую диссертацию на тему «Масштабный рост предприятия как форма проявления экономической концентрации в условиях переходной экономики».
В 2004 году стал владельцем «Волгопромбанка». Покупку банка Михеев объяснил необходимостью финансирования деятельности возглавляемой им группы «Диамант» по строительству торгово-развлекательных центров. В 2007 году Михеев продал «Волгопромбанк», что, по мнению Олега Пахолкова, было следствием массового оттока вкладчиков, связанного с возбуждением в отношении «Диаманта» уголовного дела по неуплате налогов. По словам Александра Лебедева, «Решение о продаже Волгопромбанка было политическим. Мне этот банк предлагали люди Сергея Миронова, я подумал два дня и отказался. Он не прошёл бы Due diligence».

### Политическая деятельность и работа в Госдуме
В 1999 году Олег Михеев участвовал в выборах в Волгоградский горсовет, но выборы проиграл. В 2003 году он безуспешно пытался стать кандидатом в депутаты Волгоградской областной думы от «Союза правых сил». В 2005 году претендовал на мандат депутата Государственной думы от Ростовской области, но также проиграл.
В феврале 2007 года на заседании президиума центрального совета партии «Справедливая Россия» Олег Михеев был принят в партию. В том же году Михеев выдвинул свою кандидатуру на выборах мэра Волгограда, но был снят по решению суда из-за превышения избирательного фонда и подкупа избирателей. СМИ называли Михеева человеком близким предыдущему мэру Евгению Ищенко, который на тот момент находился под арестом по обвинению в незаконном предпринимательстве и превышении служебных полномочий. Руководитель Волгоградского отделения «Справедливой России» Дмитрий Коломыцев не поддержал кандидатуру Михеева на должность мэра, а в июне 2007 года Волгоградское отделение исключило Михеева из «Справедливой России» с формулировкой «за неоднократные дискредитирующие действия, нанесшие существенный ущерб репутации партии, подкуп должностных лиц и коллегиальных руководящих органов регионального отделения». Позднее президиум «Справедливой России» признал исключение Михеева нелегитимным, и в августе 2007 года Олег Михеев возглавил региональное отделение партии в Волгоградской области. Ряд членов партии не признали решение о назначении Олега Михеева лидером отделения, назвав его «рейдерским захватом власти» и обвинив Михеева в фальсификации итогов голосования.
Михеев — депутат Государственной думы от «Справедливой России» V и VI созывов, первый заместитель председателя Комитета Государственной Думы по энергетике. В 2010—2012 годах являлся руководителем аппарата «Справедливой России» и возглавлял федеральный штаб партии на выборах в Госдуму; с января 2012 года — заместитель руководителя аппарата партии. Пресса называет Олега Михеева одним из основных спонсоров «Справедливой России».
Является членом Президиума Центрального Совета партии «Справедливая Россия», руководителем Волгоградского регионального отделения партии.
В 2012 году в СМИ появилась информация, согласно которой Михеев, несмотря на депутатский статус, продолжает заниматься бизнесом. Глава думской комиссии по этике Владимир Пехтин заявил, что члены комиссии факта занятия Михеевым бизнесом не установили. Сам Михеев заявил, что является бенефициаром волгоградской группы компаний «Диамант», но в управлении компанией не участвует.

## Законодательные инициативы и позиции по отдельным вопросам
- В октябре 2013 года Михеев предложил законодательно приравнять оскорбление патриотических чувств россиян к экстремистской деятельности и карать за это пятью годами тюрьмы[26].
- Михеев — автор законопроекта, который позволит покупать алкоголь только по банковским картам. По его мнению, это позволит лучше контролировать алкогольный рынок и исключит продажу спиртного несовершеннолетним[27].
- Олег Михеев подготовил ряд законодательных поправок, которые вводят запрет пропаганды в СМИ «эгоизма», «социального паразитизма», «сексуальной распущенности», «легкомысленного или неуважительного отношения к сексуальным функциям» и их «реализации», а также оградить потребителей информации от «отрицательных эмоций»[28]. Михеев также выступал с идеей об ограничении «плохих» новостей в СМИ, чтобы их число не превышало 30 % от всего объёма новостей[29].
- Михеев считает, что выезжающих за границу россиян, «своим хулиганским поведением за рубежом негативно влияющих на имидж России в мире», необходимо штрафовать и ограничивать в выезде из России[30].
- В 2013 году Михеев внёс в Госдуму законопроект, который предполагает ввести ответственность банкиров и коллекторов за доведение должников до самоубийства[31]. Ранее Михеев обвинял российские банки в рейдерских захватах «гигантского количества предприятий» и заявлял, что намерен создать «Ассоциацию по защите населения от коррупционных действий банков». Вместе с тем, сам Олег Михеев, его жена Татьяна и подконтрольные Михееву коммерческие структуры являются участниками нескольких судебных тяжб, связанных с невозвратом кредитов ряду коммерческих банков России и Казахстана на общую сумму более 5 миллиардов рублей[1][32][33][34][35][36].
- В июне 2014 года Михеев выступил с инициативой о запрете ввоза в страны Таможенного союза (Россия, Казахстан, Белорусь) обуви на плоской подошве (кеды, балетки, мокасины и так далее) и обуви на высоком каблуке.[37]
- 24 февраля Михеев внес законопроект № 1003142-6, в котором предлагается ужесточить наказание за оставление водителем места ДТП. В частности, ввести за это уголовную ответственность, дополнив статью 264 УК РФ. Уголовная ответственность за это деяние устанавливалась статьей 265 УК РФ, которая была отменена Федеральным законом от 08.12.2003 N 162-ФЗ ввиду явного противоречия Конституции РФ. Тот факт, что депутат никак не упомянул в пояснительной записке об этом обстоятельстве, а также то, что предлагается не вернуть статью 265, а дополнить статью 264, свидетельствует о недостаточно внимательной проработке вопроса при создании данного законопроекта.[38]

## Уголовные преследования
Олег Михеев неоднократно становился фигурантом различных уголовных дел. Так, ещё в 1990 году, во время обучения в МГТУ имени Баумана, он был осуждён за спекуляцию на три года лишения свободы с конфискацией имущества. Провёл в заключении несколько месяцев и был условно-досрочно освобождён в связи с исключением вменяемой статьи из Уголовного кодекса.
В августе 2007 года на 53-х предприятиях Олега Михеева прошли обыски, а сам он был задержан по уголовному делу об уклонении от уплаты налогов в особо крупном размере, возбуждённому в отношении одной из структур группы «Диамант», которую Михеев в то время возглавлял; провёл в СИЗО три недели.
В 2011 году Михеев был объявлен в международный розыск в связи с возбуждением в Молдавии в отношении него уголовного дела по обвинению в неисполнении решения судебной инстанции.
В 2013 году Следственный комитет возбудил в отношении Олега Михеева уголовное дело. Его обвиняют по трём уголовным статьям — покушение на мошенничество, мошенничество в особо крупном размере и давление на суд. По версии следствия, Михеев причастен к неправомерному завладению нескольких объектов недвижимого имущества Волгоградского моторостроительного завода на сумму свыше 500 миллионов рублей и покушению на хищение путём попытки незаконно получить 2,1 миллиарда рублей от сделки с Волгопромбанком, который был куплен у Михеева Промсвязьбанком. Представители «Справедливой России» считают, что дело носит заказной характер. Сам Михеев называет заказчиком своего преследования сенатора Дмитрия Ананьева; Ананьев подал против Михеева иск о защите чести, достоинства и деловой репутации. В феврале 2013 года Госдума по представлению Генеральной прокуратуры большинством голосов лишила Михеева депутатской неприкосновенности. Верховный суд России отклонил апелляцию Михеева на лишение его неприкосновенности.
Следствие также подозревает Олега Михеева и его коллегу Константина Ширшова в покушении на мошенничество с продажей мандата в Госдуму за 7,5 миллиона евро. Расследование завершено СКР 26 декабря 2016 года, Михеев свою вину не признал. Уголовное дело с утверждённым обвинительным заключением направлено в суд.
2 декабря 2015 года Арбитражный суд Волгоградской области признал депутата Олега Михеева несостоятельным банкротом. Суд также постановил начать процедуру реализацию имущества должника. Суд назначил на 1 июня 2016 года заседание, на котором будут рассмотрены итоги реализации имущества должника.
16 февраля 2017 года объявлен Следственным комитетом России в федеральный розыск.

## Скандалы

### Публичное появление в нацистской форме
В 2011 году Олег Михеев появился на свадьбе своего друга и однопартийца Олега Пахолкова в форме главы нацистской военной разведки адмирала Вильгельма Канариса. Михеев подал иск к Араму Габрелянову, портал которого Life News опубликовал снимки со свадьбы, с требованием признать фотографии недействительными. Однако четыре экспертизы подтвердили подлинность этих снимков, на основании чего суд отказал Михееву в иске. В свою очередь Габрелянов подал иск к Михееву за то, что тот во время эфира РЕН ТВ, куда они оба были приглашёны для обсуждения скандала с нацистской формой, назвал владельца «Life News» негодяем (после съёмок между Михеевым и Габреляновым произошла драка); суд удовлетворил требования Габрелянова и обязал Михеева опубликовать опровержение своих слов и выплатить Габрелянову денежную компенсацию.

### Скандал с помощником
В 2010 году Михеев попытался «задним числом» уволить своего помощника в Госдуме и партнёра по бизнесу депутата волгоградской думы Николая Волкова, который был задержан по обвинению в сексе с девушками, не достигшими возраста согласия, но сумел скрыться во время следственных действий Позднее Волков был задержан и осуждён.

## Личная жизнь
Женат, воспитывает троих детей.

## Собственность и доходы
Доход семьи Михеева за 2011 год составил 179,8 млн рублей. По оценке российского издания журнала Forbes, Олег Михеев входит в число крупнейших российских владельцев недвижимости (19-е место в рейтинге рантье).
Михеев через группу «Диамант» и другие подконтрольные ему компании владеет торговыми и офисными центрами, магазинами, гостиницами и складскими помещениями. Группа компаний «Диамант» — многопрофильный волгоградский холдинг, занимается строительством, проектированием, коммерческой недвижимостью, гостиничным, ресторанным и торговым бизнесом.
Аффилированным с Михеевым структурам принадлежал волгоградский стадион «Центральный», который по решению суда был изъят и возвращён в собственность города и области.
Федеральной службе судебных приставов по разным решениям судом должен более 5,4 млрд рублей